# 三平正并殖吸虫
三平正并殖吸虫（学名：Euparagonimus cenocopiosis）为并殖科正并殖属的动物。在中国大陆，分布于广州等地，营寄生生活，终末宿主至今尚不明。该物种的模式产地在广东省广州市郊区。